# Bits of Life
Bits of Life er en amerikansk stumfilm fra 1921 af Marshall Neilan.

## Medvirkende
- Wesley Barry som Tom Levitt
- Rockliffe Fellowes
- Lon Chaney som Chin Gow
- Anna May Wong som Toy Sing
- Noah Beery, Sr. som Hindoo
- John Bowers
- Teddy Sampson
- Dorothy Mackaill
- Edythe Chapman
- Frederick Burton